# Рајфл (Колорадо)
Рајфл (енгл. Rifle) град је у америчкој савезној држави Колорадо.

## Демографија
По попису из 2010. године број становника је 9.172, што је 2.388 (35,2%) становника више него 2000. године.
| Група             | 2000.         | 2010.         |
| Белци             | 5.532 (81,5%) | 6.078 (66,3%) |
| Афроамериканци    | 30 (0,4%)     | 47 (0,5%)     |
| Азијати           | 18 (0,3%)     | 52 (0,6%)     |
| Хиспаноамериканци | 1.103 (16,3%) | 2.791 (30,4%) |
| Укупно            | 6.784         | 9.172         |